# Deoksyrybonukleotydy
Deoksyrybonukleotydy – organiczne związki chemiczne zbudowane z węglowodanu deoksyrybozy z przyłączoną resztą zasady azotowej (adeniny, guaniny, cytozyny lub tyminy) w pozycji 1' oraz przynajmniej jedną resztą kwasu fosforowego w pozycji 5'. 
Deoksyrybonukleotydy są podstawowymi jednostkami budulcowymi (monomerami) DNA, jednego z kwasów nukleinowych, nośnika informacji genetycznej organizmów żywych.